# 千葉雄喜
千葉 雄喜（ちば ゆうき、1990年4月22日 - ）は、日本東京都北区王子出身のラッパー、ソングライター、音楽プロデューサー、ファッションモデル。本名同じ。
2008年から2021年までKOHH（コー）名義でフィーチャリング・コラボレーション、自身のソロ活動により数々のヒット曲を生み出しており、2014年には、世界30ヵ国以上に支部を持つユース向けデジタルメディアVICEで日本人ヒップホップアーティストとして初めて特集される。フランク・オーシャン、宇多田ヒカル、マライア・キャリー、メーガン・ザ・スタリオンらのアルバムにも参加している。
音楽活動以外にはファッションショーへの参加、セレクトショップ「Dogs」のディレクション、アート作品を発表するなどしている。
2020年1月に引退を表明し、2021年12月から音楽活動を停止していたが、2024年2月に千葉雄喜名義で「チーム友達」をリリースし、音楽活動を再開した。

## 生い立ち
1990年4月22日、韓国籍の父と日本人の母のもとに生まれる。2021年までの活動名義「KOHH」は、父親の名前である黄 達雄（こう たつお）に由来する。
2歳の時に父親が他界した後、母親は薬物依存症に陥り、小学生の時には、母親が都営住宅のベランダから飛び降り自殺未遂を図った。
小学4年生の時に友人の兄が児童館でキングギドラを流したことをきっかけに、日本語ラップを聞き始め、18歳で本格的に曲作りを始める。ラップで知名度を獲得する以前は運送会社で働いていた。

## 略歴

### KOHHとして

#### キャリア初期
18歳でプロデューサーの青木理貴とレコーディングを開始。その後、Mixiでプロデューサー兼A&Rの318と出会いGUNSMITH PRODUCTIONと契約。
2012年11月、処女作のミックステープ『YELLOW T△PE』をリリース。
2013年8月、自身2枚目となるミックステープ『YELLOW T△PE 2』をリリース。収録曲「JUNJI TAKADA」が俳優・コメディアンである高田純次のラジオ番組「高田純次 毎日がパラダイス」で紹介され一躍話題に。

#### 2014年：MONOCHROME
2月、世界30ヵ国以上に支部を持つユース向けデジタルメディア、VICEで特集される。日本人HIP HOPアーティストとしては初。
7月、自身初のアルバムとなる2ndアルバム『MONOCHROME』をリリース。2ndアルバムを1stアルバムより先にリリースするという試みにも注目が集まった。iTunes総合アルバム・チャート6位、HIP HOP / RAPチャート1位と新人としては異例。

#### 2015年：梔子、DIRT
1月1日、1stアルバムの『梔子』をリリース。iTunes総合アルバム・チャート1位、HIP HOP / RAPチャート1位を記録する。
同月、韓国のアーティストKeith Ape「It G Ma (feat. JayAllday, Loota, Okasian, KOHH)」に客演参加。ミュージックビデオが世界的に広まり、YouTubeでは公開から1ヶ月で100万回再生を記録した(2023年1月現在約8556万回再生)。
10月28日に3rdアルバム『DIRT』をリリース。
12月27日にはLIQUIDROOMにて「DIRT」CONCERT＆GALLERYを開催。チケットは1分で完売する。

#### 2016年 - 2018年：DIRT II

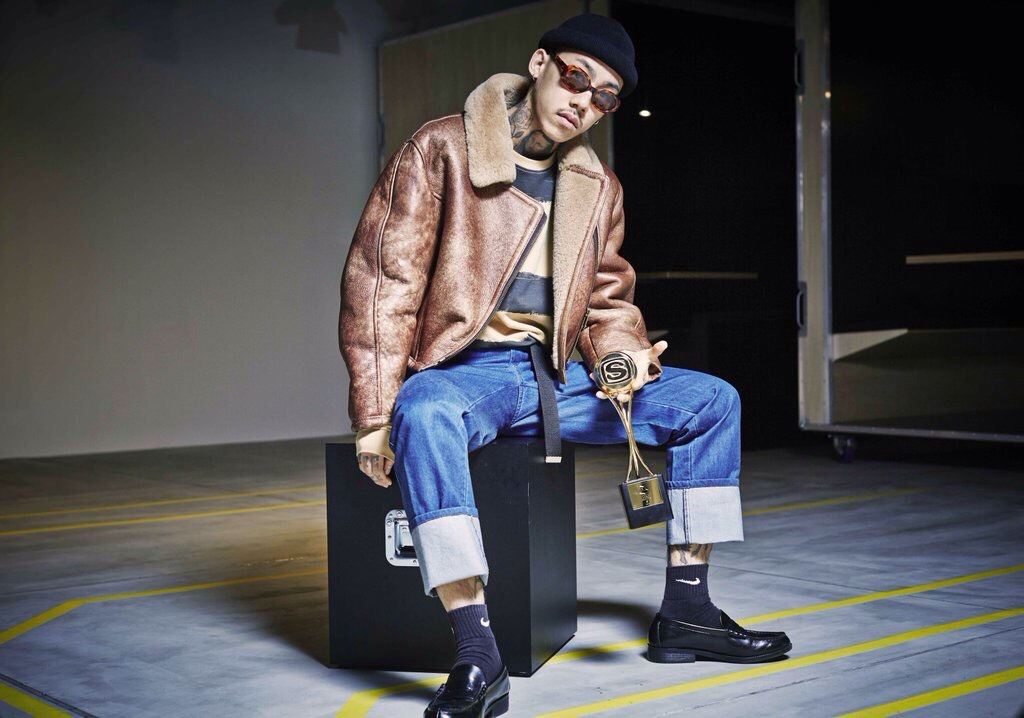
2016年

2016年2月から4月にかけては全国ツアー「3rd ALBUM "DIRT" TOUR」を開催。
2月28日「SPACE SHOWER MUSIC AWARDS」で「BEST HIP HOP ARTIST」を受賞。
4月にフランスでの芸術活動が評価され。フランス大使館で行われたフランス外務・国際開発大臣主催の交流会に招待を受け参加。
6月に4thアルバム『DIRT II』を発売。同時期にヨーロッパ・ツアーを開催。
7月にはフジロックフェスティバルに出演。ステージ上で12月に地元・東京都北区王子でのコンサート開催を宣言した。
8月に米・R&Bシンガーのフランク・オーシャンがリリースした曲「Nikes」のCDマガジンバージョンで客演。収録されたアルバム『Blonde』は、全米及び全英のアルバム・チャートで1位を記録。
9月には、宇多田ヒカルのアルバム『Fantôme』収録の「忘却」に客演した。
12月18日には地元・東京都北区王子の北とぴあさくらホールにて、初のホール・ワンマン「LIVE IN OJI」を開催。
12月20日、自身4枚目となるミックステープ『YELLOW T△PE 4』をリリース。なお収録曲「働かずに食う」が、12月16日にタイトーのスマートフォン用音楽ゲーム『グルーヴコースター』にて先行配信。翌2017年1月には、TeddyLoidプロデュースにより、ボーカロイド・IAをフィーチャリングした「働かずに食う (feat. IA) [IA Ver.]」が『グルーヴコースター』で先行配信され、4月29日に音源が配信リリースされる。
2017年3月から4月にかけて、全国ツアー「LIVE '17 Powered by BM inc.」を東京、名古屋、大阪、福岡にて開催。
7月、フジロック出演。ホワイトステージでパフォーマンスを行う。
2018年9月、88rising主催北米ツアー「88 DEGREES & RISING TOUR」に、唯一88rising所属アーティストでないにもかかわらず参加。北米18箇所を回る。
11月にマライア・キャリーのアルバム『Caution』の日本盤ボーナス・トラック「Runway(feat.KOHH)」へ参加。プロデュースはSkrillex。

#### 2019年：Untitled
2月1日、事前の告知がされないなか、約2年7ヶ月ぶりとなる5thアルバム『Untitled』をリリース。収録曲「I Want a Billion」ではONE OK ROCKのTakaがゲストヴォーカルで参加。ミュージック・ビデオをMX4Dの体験アトラクションとして突如渋谷109に設置し、最新テクノロジーを駆使したプロモーションを行う。
6月12日に東京・EX THEATER ROPPONGIで行われたANARCHYの「ANARCHY “The KING” TOUR」最終公演にサプライズで登場し、「Moon Child」「Fuck Swag」を披露。
7月にはフジロック出演。
10月から東名阪ツアー「Untitled Tour」を開催。

#### 2020年 - 2021年：Worst、KOHH引退
1月16日にLINE CUBE SHIBUYA にて「KOHH Live in Concert」を開催。DJセット、バンド編成および、ヴァイオリンなど24名の弦楽器奏者によるストリングスセットの三部構成で公演し、次作でKOHH名義として引退することを宣言した。
3月22日、NHK総合の音楽番組「シブヤノオト」のスピンオフ特番にて、ドキュメンタリー「シブヤノオト Presents KOHH Document」が放送される。放送は9ヶ月にわたる密着映像と1月16日に行われた「KOHH Live in Concert」のライヴ映像で構成された。
4月29日に引退作となる6thアルバム『worst』をリリース。
2021年12月28日、ザ・クロマニヨンズとの2マンライブ「BADASSVIBES」を最後に活動停止。

#### 2022年：The Lost Tapes
9月25日、『The Lost Tapes』を突如リリース。未発表曲や代表曲「ロープ」のデモ音源など、全12曲が収録される。

### 千葉雄喜として

#### 2024年：活動再開
2月13日、本名・千葉雄喜で活動を再開し、楽曲「チーム友達」を配信リリースした。
7月30日に客演した米・ラッパーのメーガン・ザ・スタリオンの楽曲「Mamushi」がリリースされ、8月3日付の米ビルボード「Billboard Hot 100」で最高位36位を獲得した。

## 私生活
2019年、雑誌『THE NEW ORDER』の取材を受けた際に、自身が父親になったことを語るが、母親については明らかにしていない。

## その他の活動
ミュージシャンとしての活動の他に、ファッションモデル、芸術家としても知られる。
2014年10月と2016年6月に、落合宏理が手掛けるファッションブランド・FACETASMのショーモデルとして参加。パリ・コレクションにも参加する。
2019年12月、渋谷パルコのギャラリー・PARCO MUSEUM TOKYOにて本名の「千葉雄喜」名義のアートが展示される。

## 作品

### 配信限定シングル
| 発売日         | タイトル                                                           |
| KOHH名義       | KOHH名義                                                           |
| -------------- | ------------------------------------------------------------------ |
| 2013年5月22日  | JUNJI TAKADA                                                       |
| 2013年8月10日  | Hello Kitty                                                        |
| 2013年11月19日 | 十人十色 / KOHH,Tokarev&PETZ                                       |
| 2014年7月20日  | Fuck Swag                                                          |
| 2014年10月10日 | Fuck Swag (REMIX) [feat. ANARCHY & 般若]                           |
| 2015年10月9日  | Living Legend (Remastered)                                         |
| 2016年8月3日   | Save Time / Okasian&KOHH                                           |
| 2016年12月13日 | Mitsuoka                                                           |
| 2016年12月17日 | 働かずに食う                                                       |
| 2017年4月29日  | 働かずに食う (feat. IA) [IA Ver.]                                  |
| 2019年4月23日  | I Think I'm Falling                                                |
| 2021年8月10日  | No Makeup                                                          |
| 2021年8月20日  | CBD(Remix) [feat. Red Eye & D.O]                                   |
| 千葉雄喜名義   |                                                                    |
| 2024年2月13日  | チーム友達                                                         |
| 2024年3月12日  | チーム友達 (Dirty Kansai Remix) [feat. Young Coco, Jin Dogg]       |
| 2024年4月10日  | チーム友達 (東海 Remix) [feat. SOCKS, ¥ellow Bucks, MaRI, DJ RYOW] |

### アルバム
|          | 発売日         | タイトル       | 規格品番                        | 備考                          |
| KOHH名義 | KOHH名義       | KOHH名義       | KOHH名義                        | KOHH名義                      |
| -------- | -------------- | -------------- | ------------------------------- | ----------------------------- |
| 1st      | 2014年7月30日  | MONOCHROME     | GSP-4                           | オリコン最高57位              |
| 2nd      | 2015年1月1日   | 梔子           | GSP-5 GSP-6                     | オリコン最高26位、登場回数7回 |
| 3rd      | 2015年10月28日 | DIRT           | GSP-7:初回限定盤 GSP-8:通常盤   | オリコン最高19位、登場回数4回 |
| 4th      | 2016年6月17日  | DIRT Ⅱ         | GSP-10:初回限定盤 GSP-11:通常盤 | オリコン最高38位、登場回数4回 |
| 5th      | 2019年2月9日   | Untitled       | COCP-40688                      | オリコン最高80位、登場回数4回 |
| 6th      | 2020年4月29日  | worst          | COZP-1667/8                     | オリコン最高12位              |
| 7th      | 2022年9月25日  | The Lost Tapes | 配信                            | 未発表曲集                    |

### コンピレーション・アルバム
|              | 発売日       | タイトル                 | 規格品番     | 備考         |
| 千葉雄喜名義 | 千葉雄喜名義 | 千葉雄喜名義             | 千葉雄喜名義 | 千葉雄喜名義 |
| ------------ | ------------ | ------------------------ | ------------ | ------------ |
| 1st          | 2024年5月2日 | チーム友達 (The Remixes) | 配信         |              |

### サウンドトラック
- A Story Behind The Film of『LIVING LEGEND』（2016年8月15日）

Mixtape
- 『YELLOW T△PE』（2012年11月28日）
- 『YELLOW T△PE 2』（2013年8月31日）
- 『YELLOW T△PE 3』（2015年6月30日）
- 『YELLOW T△PE 4』（2016年12月20日）
- 『YELLOW T△PE 5』 (王子復興財団限定でリリース)

### iTunes
- 『Complete Collection 1』（2015年5月20日）
- 『Complete Collection 2』（2015年5月20日）
- 『Complete Collection 3』（2017年5月19日）

### プロデュース
- LIL KOHH - Young Forever

### 客演
- Keith Ape - 잊지마 (It G Ma) ft. JayAllday, loota, Okasian, Kohh
- HIROI SEKAI (Worldwide) - KOHH, J $tash, Young Sachi
- KOHH & J $tash - Tatted up
- J $tash X Kohh - HOOD RICH
- J $tash x Kohh - Dont Get Me Started
- KOHH, PETZ, Tokarev - 十人十色
- JOE IRON - Tomareranai feat. KOHH, Steelo & YUKI a.k.a. JUTO
- Y'S - プリンス feat.KOHH&MONY HORSE
- DJ RYOW - Don't Stop Remix feat. DJ Ty-Koh, Kohh, Dizzle & Socks
- DJ RYOW -  Turn Up feat KOHH, SMITH-CN & ZEEBRA
- Goku Green - チョーヤバイ feat. KOHH & MONY HORSE
- VITO (SQUASH SQUAD) - I Need Her (Remix) feat. Cherry Brown, NIPPS, KOHH
- 般若 - 家族 feat. KOHH
- DJ SOULJAH - aaight feat. KOHH, MARIA (SIMI LAB)
- AKLO - Break The Records (Remix) feat. KOHH & 漢
- ANARCHY - MOON CHILD feat.KOHH
- ANARCHY - BANK TO BANK feat. KOHH
- LORD 8ERZ - TROY feat. KOHH, 三島, RAW-T
- Lil Herb , Kohh , Seeda , Norikiyo - Chiraq 2 Japan
- SD , Kohh, Sky-Hi - Ballin
- DJ KEN WATANABE -  G.O.L.D feat. KOHH
- DJ KEN WATANABE -  G.O.L.D PART 2 feat. KOHH, Kayzabro & Y'S
- Zeebra - Hate That Booty Feat.Y'S&KOHH
- T.O.P. - I'm So High feat. KOHH
- KOWICHI - BOYFRIEND#2 REMIX feat. YOUNG HASTLE, KOHH & DJ TY-KOH
- JOYSTICKK - LOLLIPOP (DJ KM Remix) feat. KOHH
- AKLO - NEW DAYS MOVE -REMIX- ft.SALU, STAXX T(CREAM), KOHH & SHINGO☆西成
- Brandon Thomas - 24 7 Feat. KOHH
- DJ☆GO - MIX GRILLZ feat. KOHH, HORI
- DJ CHARI & DJ TATSUKI - GIMME THE LIGHTS(A.C.E.TIME) FEAT.YUKI A.K.A. JUTO,KOHH A.K.A. YELLOW T-20 & YOUNG FREEZ
- Loota - Somewhere feat.KOHH
- SALU & the dreambandgunjo - ピラミッド feat. KOHH
- FIGHT FOR TOKYO - GIRAGIRAガールズ, 巌, MEGA-G, MC漢, MC SHOW, MCクローバー, Y'S, YOUNG HASTLE, KOHH, LOOTA,EGO, 海, エリカ
- HOPE-TOKYO TRIBE ANTHEM-（TRIBES UNITED VERSION）- 海, 巌, MC漢, MEGA-G, GIRAGIRAガールズ, D.O, T2K, Y'S, KOHH, 十影, YOUNG HASTLE, VITO FOCCACIO,LOOTA, EGO, MC SHOW
- MINMI - #ヤッチャッタ featuring KOHH
- Barry Chen - AIR FORCE ONE Feat. MJ116 Kenzy & KOHH
- TeddyLoid - Break'em all feat. KOHH
- DJ RYOW - BUCHIAGARI feat.KOHH & OG Maco
- SOCKS - Bash feat.KOHH
- タイプライター&YMG - Let me Know Feat. AK-69 & KOHH
- KOHH - PARIS (SAM TIBA REMIX)
- B-Free (비프리) - Fly Away (Remix) Feat. Loota, Kohh
- Okasian X Kohh - Save Time
- Frank Ocean - Nikes (*the magazine version 収録)
- 宇多田ヒカル - 忘却 feat.KOHH
- 5lack - 24356 feat. KOHH
- CashPassion Ft. Dumbfoundead & KOHH – All In
- J $tash - Konichiwa Ft Kohh & Kenny Turnup
- KENNY  - SLEEP ft. KOHH
- マライア・キャリー - Runway ft.KOHH
- メーガン・ザ・スタリオン - Mamushi feat. Yuki Chiba

### 歌詞にKOHHが登場する曲
- K-YO - 81Vintage feat. JOYSTICKK, Mr.Low-D
- PUNPEE - Lovely Man
- SKY-HI - Free Tokyo
- ANARCHY - The King
- 般若 - INTRO
- GADORO - 貧乏なんて気にする

## 出演
TV
- スクール革命! (2013年9月8日)
- そんなバカなマン (2014年11月16日)
- 未来ロケット (2015年2月13日)
- シブヤノオト（2020年3月22日）

ラジオ
- オールナイトニッポン0(ZERO) (2024年9月14日)

映画
- TOKYO TRIBE (2014年8月30日)